# Dinastia de Arracão
O Arracão é, segundo a lenda, o mais antigo reino da Birmânia. Teria sido fundado durante o terceiro milénio, cerca de 2.700 a.C. A lista dos soberanos das primeiras dinastias que se acabam em cerca de 800 d.C é considerada puramente lendária e com pequeno interesse histórico.
O reino de Arracão vem a ser realmente histórico com a chegada ao poder da dinastia de Wethali. O Arracão desaparece como estado ao princípio de 1785 com sua conquista pela Dinastia Konbaung.

## Dinastia de Wethali
- cerca de 788- 1018.

## Dinastia de Ping-Tsa
- cerca de 1018-1103.

## Dinastia de Parin
- cerca de 1103-1167.

## Dinastia de Khyit
- cerca de 1167-1179.

## Segunda Dinastia de Ping-Tsa
- cerca de 1180-1237.

## Dinastia de Loung-Kyet
- a partir de 1237.
- morto en 1385/1389 : Man:Thi reina durante 106 anos !
- 1389-1391 : Uccananay, seu filho ;
- 1391-1392 : Siriwaraj, seu irmão ;
- 1392-1394 : Man:Kyanay, seu irmão ;
- 1394-1396 : Rajasu, seu filho ;
- 1396-1397 : Can sa Bhan, seu sogro ;
- 1397-1397 : governador de Mran Can (5 meses).
- 1397-1401 : Rajasu, restabelecido ;
- 1401-1404 : Singasu, seu irmão ;

## Dinastia de Mrauk-U
- 1404-1406 : Man:Co-mwan (Mengtsaumwun), filho de Rajasu.
- 1406-1428/1429 : invasões dos Birmaneses ;
- 1428/1429-1433 : Man:Co-mwan (Mengtsaumwun) restabelecido, em 1430 faz de Mrauk-U sua capital ;
- 1433-1459 : Ali Khan (Menkhari), seu irmão ;
- 1459-1481 : Bha-co-phru (Batsauphyu), filho de Ali Khan ;
- 1481-1491 : Do-lya (Daulya), seu filho ;
- 1491-1493 : Bha-cui-nui (Batsonygo), filho de Ali Khan;
- 1494-1494 : Ran On (Ranoung), filho de Do-lya, marido de Co-rhan-co, filha de Bha-cui-nui;
- 1494-1501 : Calanka-su (Tsalenggathu), marido de Co-mi-co, uma filha de Do-lya;
- 1501-1513 : Man:Raja (Menradza), seu filho ;
- 1513-1515 : Gajapati (Gadzabadi), seu filho ;
- 1515-1515 : Man:Co, o velho (Mengtsau-o), irmão mais novo de Calanka-su;
- 1515-1521 : Sajata (Thatsata), filho de Do-lya e da raínha Co-ru-ca;
- 1521-1531 : Man: Khon Raja (Mengbeng), irmão mais novo;
- 1531-1553 : Man-Pa, ou Min Bin, meio irmão de Gajapati;
- 1553-1556 : Man:Tikkha (Dik-Kha), seu filho ;
- 1556-1564 : Man:Co-lha (Tsau-Lha), seu filho ;
- 1564-1571 : Man:Cakrawate (Mengtsekya), seu irmão ;
- 1571-1593 : Man:Phalon (Mengphaloung) ou aínda Min Phalong, Minphalaung, ou Sikandar Shah, filho de Man:Pa ;
- 1593-1612 : Man:Raja-kri (Mengradzagyi) ou Min Raza Gyi, ou Minrazagyi, seu filho. Também chamado pelo título muçulmano de Shimili Shah, ou Salim Shah ou aínda Xilimixa (pelos portugueses : cf. Filipe de Brito e Nicote e Salvador Ribeiro de Sousa);
- 1612-1622 : Man:Khamon (Mengkhamoung) ou Min khamon, Minkamung, também chamado pelo título muçulmano de (Husain Shah) ;
- 1622-1638 : Man:Hari (Sirisudhammaraja, Thirithudhamma, Tiri-tu-dama, ou Thiri-thu-dhamma), seu filho ;
- 1638 : Man:Ca-ne (Mengtsani), seu filho.
- 1638-1645 : Narapati (Thado), antigo primeiro-ministro, amante da raínha Nat Rhan May, irmá-esposa de Sirisudhammaraja;
- 1645-1652 : Satui:dhammaraja (Narabadigyi), seu filho ;
- 1652-1684 : Candasudhammaraja (Tsandathudhamma), seu filho ;
- 1684-1685 : Uggabala Sirisudhammaraja II (?) (Thirithuriya), seu filho;
- 1685-1692 : Waradhammaraja (Wara Dhammaradza), seu irmão;
- 1692-1694 : Manisudhammaraja (Munithu Dhammaradza), seu irmão;
- 1694-1696 : Candasuriyadhammaraja (Tsandathuriya Dhammaradza), seu irmão;
- 1696-1696 : Narotha (Naukahtadzau), seu filho;
- 1696-1697 : Maruppiya (Mayuppiya), antigo monge, usurpador;
- 1697-1698 : Kalagandhat (Kalamandat), antigo monge, usurpador;
- 1698-1700 : Naradhipati (1°) (Naradhibadi (1°)), irmão mais novo de Candasuriyadhammaraja;
- 1700-1706 : Candawimladhammaraja (1°) (Tsandawimala (1°));
- 1706-1710 : Candasuriyaraja (Tsandathuriya), neto de de Candasuriyadhammaraja;
- 1710-1731 : Candawijaraja (Tsandawidzaya), usurpador;
- 1731-1734 : Candasuriyaraja (Tsandathuriya), restabelecido;
- 1734-1735 : Naradhipati II (Naradhibadi II), seu filho;
- 1735-1736 : Narapawaraja (Narapawararadza), seu irmão;
- 1737-1737 : Candawizala (Tsandawidzala), seu irmão;
- 1737-1742 : Madareit	(Madarit), seu irmão;
- 1742-1761 : Nara Ahbaya (Nara-Apaya) seu tio;
- 1761-1761 : Thirithu (Thirithu), seu filho;
- 1761-1764 : Candaparamaraja (Paramaradza), seu irmão mais novo;
- 1764-1773 : Ahbaya Maharaja (Maharadza), seu cunhado;
- 1773-1777 : Candathuman (Thumana), seu cunhado;
- 1777-1777 : Candawimladhammaraja II (Tsandawimala II), usurpador ;
- 1777-1782 : Candawimala (Thamitha-Dhammayit), usurpador
- 1782-1785 : Mahathamada Aggaw Ponnyazaw Raja (Thamada), usurpador ;

Conquista do reino de Arracão pela Dinastia Konbaung da Birmânia em 1785.